# 氯金酸银
氯金酸银是一种无机化合物，化学式为Ag[AuCl4]，它是单斜晶系的晶体。该化合物由Ag+和[AuCl4]−离子构成，其中Au-Cl键的键长为228 pm。它可由氯金酸和硝酸银在水溶液中反应得到。